# نیشتا
نیشتا (به مجاری:  Nyésta) یک منطقهٔ مسکونی در مجارستان است که در بورشود-آبااوی-زمپلن واقع شده‌است.